# High Fashion (песня Эддисон Рэй)
«High Fashion» — песня американской певицы Эддисон Рэй, выпущенная 14 февраля 2025 года на лейбле Columbia Records в качестве третьего сингла из дебютного студийного альбома Addison. Песня была анонсирована как подарок Рэй своим поклонникам на День святого Валентина.
«High Fashion» получила одобрение музыкальных критиков, которые отметили продюсирование песни и неизменную силу последних релизов Рэйи и то, что она «творит божий промысел» в «композиции, которая, вероятно, станет саундтреком для всех ваших развратных приключений в ближайшие месяцы».

## Предыстория
30 октября 2024 года песня была представлена в виде телефонного звонка с номера, указанного на сайте Рэй и содержащего фрагмент песни. Позже, в статье для Rolling Stone для обложки февральского номера 2025 года, стало известно, что Рэй работает над своим дебютным студийным альбомом и вскоре выпустит третий сингл под названием «High Fashion». Затем она начала тонко рекламировать песню, публикуя в своих социальных сетях закулисные фотографии с текстом в подписях. 10 февраля 2025 года Рэй объявила, что песня выйдет 14 февраля в качестве подарка своим поклонникам на День святого Валентина. Объявление было размещено вместе с официальным трейлером музыкального видео. Изображение обложки было обнародовано 12 февраля 2025 года..
В среднетемповом треке Рэй сравнивает «влечение с зависимостью» и «романтику с модой», поёт: «Мне не нужны твои наркотики / Я лучше возьму высокую моду» и использует такие сопоставления, как «Мне не нужна дешёвая любовь / Я лучше возьму высокую моду». Песню назвали «самодельной декларацией независимости, утверждающей, что забота о себе важнее, чем стремление к романтике», которую Рэй написала вместе с Тове Бирман и продюсерами Лукой Клозером и Эльвирой Андерфьёрд.

## Отзывы
Джейсон Липшутц из Billboard сказал, что песня является «достойным продолжением» «дымчатой подачи и чувственной лирики» Рэй в её предыдущей песне «Diet Pepsi» и что она «звучит все более уверенно, когда произносит реплики». Rolling Stone отметил, что трек «продолжает музыкальный захват королевы TikTok, превратившейся в поп-звезду», назвав его «ещё одним дерзким хитом». Paper  назвал её «песней недели», заявив, что она напоминает «Cold Spring Fault Less Youth» эпохи Mount Kimbie, а также описал её как «гипнотическую, эйфорическую и очень странную — три вещи, которые в последнее время в дефиците». Сидни Бразил из Exclaim! отметила, что Рэй «три из трёх со своими последними синглами» и что «High Fashion» — это «трек с кодовым названием Confessions of a Shopaholic, который получил такую же знойную обработку, как и песни, которые вы могли бы услышать в предматчевом миксе на FM-радио в 2007 году». Notion также выразил мнение, что «это три из трёх для Эддисон Рэй, которая находится на волне поп-синглов поколения», продолжив, что трек представляет собой «электро-поп-брудер, не такой мгновенно запоминающийся, как „Diet Pepsi“ или „Aquamarine“, но такой, который строится с напряжением и в конце концов взрывается в неистовстве EDM и трэпа».
Кортни Томпсон из InStyle Australia написала, что «Рэй творит божий промысел» в «синти-тяжёлой композиции, которая, вероятно, станет саундтреком для всех ваших развратных приключений в ближайшие месяцы», добавив, что «2025 год закрепит за ней статус принцессы жанра». Миган Гарви из Pitchfork написала рецензию на трек, отметив, что Рэй «делает все, чтобы не пытаться выглядеть легко» с «хлюпающим, шипучим третьим синглом», написав, что «в очередной раз он сработал как по волшебству» с «пальцевой перкуссией, сменой тональности в середине припева, тем, как она сопротивляется плавучести и медленно погружается вместо этого». Джоэл Калфи из Harper’s Bazaar сравнил вступление песни с FKA Twigs и восхитился тем, что дискография Рэй «становится все более захватывающей с каждым новым синглом».
Стеффани Ванг из The Fader выделила «High Fashion» как лучший сингл Рэй, назвав его «захватывающей поп-одиссеей» и отметив, что «до сих пор поразительно, насколько качественным был каждый релиз». Жизель Либби, написавшая рецензию для журнала Ones to Watch, повторила предыдущие отзывы о сингле: «Это трехкратное повторение для широко сомневающейся, прирожденной звезды», «эпическое празднование жажды жизни и свободы самовыражения Рэй», и «в музыке и дополняющих ее визуальных эффектах заложена настоящая сила».

## Музыкальное видео
Официальное музыкальное видео было снято в Новом Орлеане, штат Луизиана (США), режиссёром Митчем Райаном. В нём Рэй перебирает различные наряды в красном шкафу. Ко второму припеву она оказывается в комнате, устилая пол сахарной пудрой, и вскоре вся покрывается ею, танцуя в ней. Клип также отсылает к «Волшебнику страны Оз», в котором Рэй напоминает Дороти Гейл на горящем поле. В клипе также содержатся отсылки к Бритни Спирс.
Оливия Крейгхед из The Cut отметила, что видео напоминает «эстетику Tumblr». Harper’s Bazaar отметил, что стилизация Рэй, выполненная Дарой Аллен, после их предыдущих совместных работ над «Diet Pepsi» и «Aquamarine», создала «уникальный сарториальный голос — минималистский и вызывающий, который говорит о человеке с танцевальным прошлым — что помогает Рэй выделиться в индустрии, полной безупречно одетых поп-звёзд».

## Живые выступления
Рей впервые исполнила песню на родственных площадках The Box в Нью-Йорке и Лондоне (в джазовой версии) во время специальных живых выступлений, посвященных выпуску ее дебютного альбома 5 и 10 июня 2025 года соответственно.

## Чарты
| Чарт (2025)                         | Высшая позиция |
| ----------------------------------- | -------------- |
| Ирландия (IRMA)                     | 73             |
| Новая Зеландия (RMNZ)               | 9              |
| Великобритания (OCC UK Singles)     | 69             |
| США (Billboard Hot Dance/Pop Songs) | 11             |